# Mário Filho

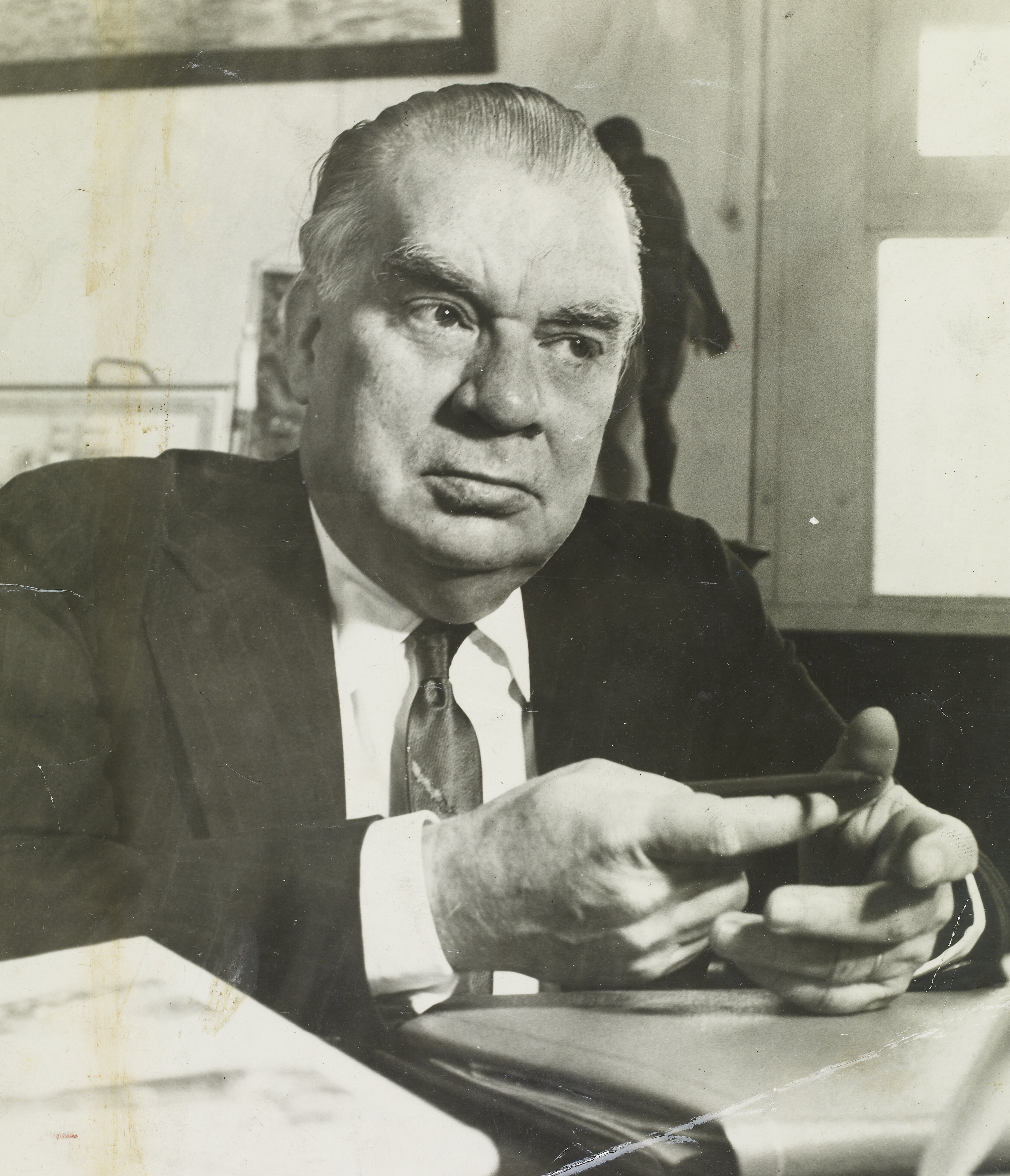
Mario Filho (1964)

Mário Leite Rodrigues Filho, als Publizist bekannt als Mário Filho, (* 3. Juni 1908 in Recife; † 17. September 1966 in Rio de Janeiro) war ein brasilianischer Sportjournalist und Schriftsteller. Als Fußballjournalist war er stilprägend. Darüber hinaus gilt er als wesentlich für die Schaffung des jährlichen Wettbewerbes der Samba-Schulen von Rio de Janeiro, des Erfolges des Fußballwettbewerbes Torneio Rio-São Paulo und die Erbauung des Maracanã, das nach dessen Ableben den offiziellen Namen Estádio Journalista Mário Filho erhielt.

## Leben
Mário Filho wurde 1908 in der Hauptstadt des nordost-brasilianischen Bundesstaates Pernambuco Recife als Sohn von Mário Rodrigues geboren, der Journalist beim dortigen Diário de Pernambuco war. Nach Konflikten mit politischen Gegnern übersiedelte die Familie 1912 in die damalige Hauptstadt Brasiliens Rio de Janeiro.
Mário Filho begann seine Karriere als Reporter bei der Tageszeitung A Manhã in Rio, welche mittlerweile im Besitz seines Vaters war. Bis 1926 hatte er sich vollends auf Sport spezialisiert. Filho war selbst ein glühender Anhänger des Fußballsports, der sich seit der Jahrhundertwende in Brasilien etabliert hatte, und füllte mit der Berichterstattung darüber ganze Seiten, was damals noch unüblich war. In der zweiten Zeitung seines Vaters Crítica, die dieser im November 1928 gegründet hatte, revolutionierte er die Fußballberichterstattung. Er berichtete detailliert und reichhaltig bebildert über Spieler und Spiele und bediente sich dabei einer lebendigen Sprache, die sich auch Sprachbildern der Fans bediente. Es wird ihm auch zugeschrieben, in dieser Phase den Mythos des Derbies zwischen den seinerzeit führenden Fußballmannschaften von Rio Fluminense und Flamengo mitbegründet zu haben. Selbst der Begriff Fla-Flu dafür soll auf ihn zurückgehen.
Nach dem Ableben seines Vaters leitete Mário Filho Crítica zusammen mit seinem Bruder Milton. Die Zeitung kam aber nach der Revolution von 1930 zu einem abrupten Ende, da sie auf der falschen Seite war. Am 24. Oktober 1930 wurden die Büros und Produktionsanlagen von den siegreichen Elementen zerstört. 1931 gründete Mário Filho O Mundo Esportivo, die erste reine Sportzeitschrift Brasiliens, deren Existenz aber nur sehr kurz war. Noch 1931 schloss er sich der Zeitung O Globo an, wo er neben dem späteren Medienzaren Roberto Marinho arbeitete, mit dem er oft Snooker spielte.
1932 begründete er den jährlichen Wettbewerb der Samba-Schulen von Rio de Janeiro, das Desfile das Escolas de Samba – heutzutage eine der touristischen Hauptattraktionen der Stadt. Dieser war ursprünglich als Pausenfüller gedacht, da Mundo Sportivo zwischen den relativ wenigen und ebenso kurzen Fußballwettbewerben stark an Leserschaft einbüßte. Die eigentliche Idee hierzu wird allerdings dem für Mundo Sportivo arbeitenden Journalisten Carlos Pimentel zugeschrieben.

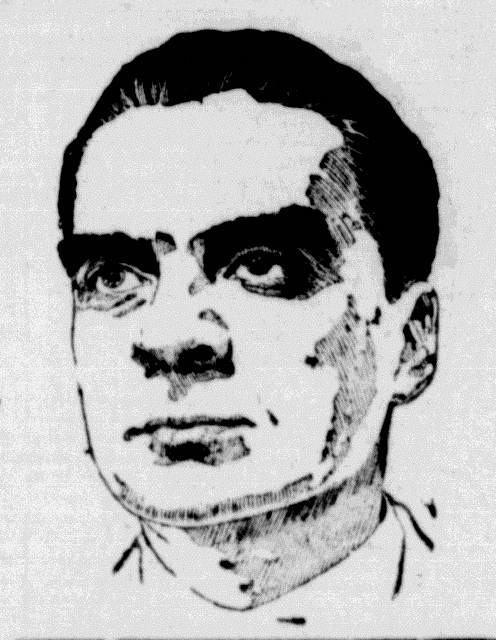
Mário Filho (1950)

1936 übernahm er von Roberto Marinho das Jornal dos Sports, oft nur kurz JSports genannt. JSports stand Pate bei der Einführung weiterer Sportveranstaltungen, wie beispielsweise die Jogos da Primavera („Frühjahrsspiele“) für Frauensport und Fußballwettbewerbe für Jugendmannschaften. Herausragender Beitrag war hier 1950 die Wiederaufnahme des 1933 erstmals ausgetragenen Torneio Rio-São Paulo zwischen den führenden Vereinen beider Bundesstaaten. Ende der 1940er Jahre engagierte sich Mário Filho mit dem Jornal dos Sports stark dafür, dass das Hauptstadion für die Fußball-Weltmeisterschaft 1950 nicht in Jacarepaguá, in den westlichen Ausläufen von Rio de Janeiro, sondern im Stadtteil Maracanã nur wenige Kilometer nördlich des Stadtzentrums auf dem verwaisten Gelände der Pferderennbahn des Derby Clube gebaut wurde. Sein hauptsächlicher Widersacher war hier der Journalist und Stadtrat Carlos Lacerda, später Aspirant für das Präsidentenamt und Gouverneur des Bundesstaates Guanabara. Auch die 1951 ins Leben gerufene Copa Rio, eine Art Vereins-Weltmeisterschaft, fußte auf einer Idee Filhos.
Mário Filho trat auch als Autor zahlreicher Bücher in Erscheinung. Sein 1947 erschienenes Werk O negro no futebol brasileiro („Der Neger im brasilianischen Fußball“) gilt noch heute als der Klassiker der brasilianischen Sportliteratur. Darin schildert er den Aufstieg der ersten schwarzen Stars wie Arthur Friedenreich, Leônidas da Silva und Domingos da Guia. Postum erschien 1994 Sapo de Arubinha („Die Kröte von Arubinha“), eine Sammlung von Artikeln Filhos, die den brasilianischen Fußball in der ersten Hälfte des 20. Jahrhunderts beschreiben. In den fünfziger Jahren schrieb er auch für die Sportzeitschrift Manchete Esportiva.
Mário Filho verstarb 1966 im Alter von 58 Jahren an einem Herzinfarkt und hinterließ seine Frau Célia, die er am Strand von Copacabana kennengelernt hatte und im Alter von 18 Jahren heiratete und mit der er immer innigst verbunden war. Célia beging nur wenige Monate nach seinem Tod Selbstmord. Kurz nach seinem Ableben wurde das Estádio Municipal do Maracanã zu seinen Ehren in Estádio Jornalista Mário Filho (siehe Maracanã) umbenannt. Bereits in den 1950er Jahren ließ er die Leserschaft von Journal dos Sports wissen, dass sein Herz für Fluminense schlage.
Mário Filhos Bruder Nelson Rodrigues (1912–1980), ein bekannter Schriftsteller und Journalist, der sich auch den Ruf als der herausragende Dramaturg Brasiliens erarbeitete, beschrieb Mário Filho als „O criador das multidões“, den „Schaffer von Menschenmassen“, ein Beiname, der sich seither erhalten hat.
Wesentliche sportjournalistische Weggefährten von Mário Filho waren João Saldanha, der auch als Fußballtrainer Bedeutung erlangte, und Ary Barroso, der oft stark unterschiedliche Ansichten zu Filhos hatte und der auch einer der bekanntesten brasilianischen Komponisten ist.

## Werke
- 1927: Bonecas
- 1928: Senhorita 1950
- 1932: Copa Rio Branco
- 1934: Histórias do Flamengo
- 1947: O Negro no Futebol Brasileiro
- 1949: Romance do Football
- 1962: Copa do Mundo de 62
- 1964: Viagem em Torno de Pelé
- 1965: O Rosto
- 1966: Infância de Portinari
- 1965: Sexo na faixa de gaza
- 1966: Tráfico na gávea
- 1994: Sapo de Arubinha (Crônicas reunidas)